# 世間始終你好
《世間始終你好》，1983年無線電視劇《射鵰英雄傳》第三部《華山論劍》的主題曲，罗文與甄妮主唱，由顧嘉煇包辦作編曲、黄霑填词；并收錄於專輯《射鵰英雄傳》中。曲調磅礡澎湃，並以一問一答的演唱形式，寫出劇中幾對情侶對愛情的誠摯之心。
曾獲選1983年度十大中文金曲頒獎音樂會的「十大中文金曲」及1985年無綫電視「18年主題金曲大選」之「18主題金曲」。

## 特徵及評價
曲式結構為AABA，D小調:112（一作商羽交替的調式），2/4節拍:112。
音樂研究者徐允清及黃志華分別形容此曲為二聲部粵語流行合唱曲的佳作和「親民之作」。

作曲方面，黃志華指顧嘉煇以「倒影」和
「連珠」的手法，使旋律優美且易記，並以離調和變拍賦予樂曲變化感
。

歌詞方面，針對副歌中較複雜的二部對位旋律，避免歌詞不清、倒字等毛病，徐允清指詞人運用了「你簡我繁」「我繁你簡」和合流點這兩種技巧；黃志華則指詞人選擇較「簡明扼要」的對比寫法來應對：「世間確是一山還有一山高，但愛心只有愛人給的才是最好最高；天下武功也許各有各好，但論愛心沒有比愛人給的更好。」，同時也照應了「武」和「愛」這兩道題目。亦有論者認為這種對比，以及「山的高低與愛」的借喻式聯想相當新奇，而詞中「論英雄」的部分則沿襲自黃霑1976年的作品《射雕英雄傳》。
另外，有論者批評詞人因為「殊途同歸」不協音而生造出不通的「同途異路」。
編曲則揉合中西，以電聲和西洋弦樂為主，營造氣勢，並以古箏和笛子為點綴。
唱作人郭偉亮認為「編曲上以不同的中式樂器做出現代音響合成器稱為『arpeggiation』（琶音）的效果」，在當年屬前衛破格，亦有別於顧嘉煇前作
。

## 其他
香港中樂團的常用安可曲，指揮常引領觀眾呟喝「hoo！haa！」的和聲，帶動氣氛。
2016年華語電影《美人魚》宣傳曲，由鄭少秋、莫文蔚、周星馳（和聲）翻唱、鄭嘉嘉編曲。

## 香港派台成績
| 派台成績   | 派台成績     | 派台成績 | 派台成績     | 派台成績 | 派台成績 | 派台成績 |
| ---------- | ------------ | -------- | ------------ | -------- | -------- | -------- |
| 唱片       | 歌曲         | 903      | RTHK         | 997      | TVB      |          |
| 1983年     |              |          |              |          |          |          |
| 射鵰英雄傳 | 世間始終你好 |          | (1) 兩週冠軍 |          |          |          |

## 註腳
1. ↑  「上下樂句之間須交纏如鈕結、對置如倒影」，如此曲主歌第一樂句末的音階so mi re do re跟第二樂句末的do re mi so mi。
2. ↑  「在一個樂句內，一個小音群（可以是少至一個音）反覆出現」，如此曲開首音階mi so la的重複。
3. ↑  即是「一個聲部活躍時，另一聲部相對平靜。」
4. ↑  即兩聲部有時同唱一個字，使其「獨立中見統一」，如第26小節第一拍的 「比」字。
5. ↑  「同」、「異」是反義詞，須跟「殊途同歸」一樣，對上非同義詞(途與歸)，才合邏輯。